# Emmanuel Lévinas
Emmanuel Lévinas (Kovno, Orosz Birodalom, 1906. január 12. – Párizs, 1995. december 25.) litván-francia filozófus, talmudista.

## Élete
Kispolgári, ortodox zsidó családban született. Apja maga is rabbi. A család az első világháború elől Harkovba, Ukrajnába menekül. Itt vészelik át az orosz forradalmat is.
1924-ben kezdi meg filozófiai tanulmányait a strasbourgi egyetemen, ahol életre szóló barátságot köt Maurice Blanchot-val. 1928-tól a freiburgi egyetemen hallgat fenomenológiai előadásokat Edmund Husserltől. Freiburgban ismerkedik meg Martin Heideggerrel is. Mind Husserl, mind Heidegger óriási hatást gyakorolnak Lévinas gondolkodására. 24 évesen lefordítja Husserl Karteziánus meditációit. Doktori értekezését az intuíció fenomenológiai jelentőségéről írja (Az intuíció elmélete Husserl fenomenológiájában).
A náci hatalomvétel után visszatér Franciaországba. Az akkor már Lengyelországhoz tartozó Kovnoban maradt családját többször igyekszik kimenekíteni, de ez nem sikerül: Franciaországban élő feleségén és lányán kívül egész családja Auschwitzban pusztul el.
A reguláris francia hadsereg tagjaként harcol a nácik ellen. 1940-ben német hadifogságba esik, Hannoverbe internálják. A háború után megfogadja, hogy soha többet nem lép német földre.
1961-től a poitiersi egyetemen tanít, 1967-től Nanterreben, 1973-tól pedig a Sorbonne-on, innen megy nyugdíjba 1979-ben. Haláláig a franciaországi zsidó akadémia (École Normale Israélite Orientale) igazgatója.
Filozófiája többek között Jacques Derrida gondolkodását is erősen befolyásolta.

## Magyarul megjelent művei
- Nyelv és közelség; vál., ford., glosszárium, utószó Tarnay László; Jelenkor–Tanulmány, Pécs, 1997
- Teljesség és végtelen. Tanulmány a külsőről; ford. Tarnay László; Jelenkor, Pécs, 1999
- Transzcendencia és megértés. Etika és metafizika Lévinas filozófiájában. Emmanuel Lévinas Etika és végtelen című interjújával; szerk. Bokody Péter, Szegedi Nóra, Kenéz László; Magyar Fenomenológiai Egyesület, Budapest, 2008
- Györgyjakab Izabella: Nyelvfenomenológia és/vagy etikai nyelvfilozófia Emmanuel Lévinasnál; Egyetemi Műhely–Bolyai Társaság, Kolozsvár, 2012 (Doktori dolgozatok. Bolyai Társaság)
- Rugási Gyula: Léten túli etika; Gond-Cura Alapítvány, Budapest, 2015 (Gutenberg tér)